# Sandouville
Sandouville település Franciaországban, Seine-Maritime megyében. Lakosainak száma 801 fő (2022. január 1.). Sandouville Oudalle, Saint-Aubin-Routot, Saint-Vigor-d’Ymonville és Saint-Vincent-Cramesnil községekkel határos.

## Népesség
A település népessége az elmúlt években az alábbi módon változott:
| Lakosok száma | 800  | 792  | 805  | 801  | 800  | 797  | 795  | 800  | 801  |
|               | 2013 | 2015 | 2016 | 2017 | 2018 | 2019 | 2020 | 2021 | 2022 |